# Буревісник південний
Буревісник південний (Fulmarus glacialoides) — морський птах родини буревісникових (Procellariidae).

## Поширення
Цей вид гніздиться вздовж узбережжя Антарктиди та віддалених островів, включаючи Південні Сандвічеві острови, Південні Оркнейські острови, Південні Шетландські острови, острів Буве та острів Петра I. У негніздовий період у морі він може траплятися на північ до Південної Африки, Австралії та Нової Зеландії, а також вздовж узбережжя Південної Америки до центральної частини Чилі та південної Бразилії.

## Опис
Птах завдовжки 45-50 см і вагою 700—1000 г. Розмах крил 115—120 см. Дорослий птах має білу голову, шию, низ і хвіст. Верхня сторона біла, в районі крил переважають сірі ділянки. Біло-сірі крила темно-сірі на кінчиках. Круп і хвіст білі. Ноги короткі жовтувато-зелені. Статі забарвлені однаково, самці зазвичай трохи більші за самиць. Немає відомих морфів .

## Раціон
Харчується крилем, рибою, крабами, равликами, головоногими, іншими молюсками та медузами. Він також їсть падаль і рибні відходи.